# Le Bohémien
Le Bohémien est un tableau réalisé par le peintre français Édouard Manet en 1862-1867. Cette huile sur toile de format vertical est le portrait à mi-corps d'un jeune Bohémien coiffé d'un bandeau jaune. L'œuvre fait partie depuis 2009 des collections du Louvre Abou Dabi, à Abou Dabi, aux Émirats arabes unis.